# Comuna Omurtag, Tărgoviște
Omurtag (în bulgară Омуртаг) este o comună în regiunea Tărgoviște, Bulgaria, formată din orașul Omurtag și 41 de sate. 

## Localități componente

### Orașe
- Omurtag

### Sate
| - Belomorți - Bălgaranovo - Cernokapți - Dolna Hubavka - Dolno Kozarevo - Dolno Novkovo - Goleamo Țărkviște - Gorna Hubavka - Gorno Kozarevo - Gorno Novkovo - Gorsko Selo - Iliino - Kamburovo - Kestenovo | - Kozma Prezviter - Krasnoselți - Moghileț - Obitel - Panaiot Hitovo - Panicino - Petrino - Plăstina - Pticevo - Pădarino - Părvan - Rosița - Rătlina | - Staneț - Tăpcileștovo - Ugledno - Velicika - Velikdence - Verenți - Veseleț - Visok - Vrani Kon - Zelena Morava - Zmeino - Zvezdița - Țarevți - Țeroviște |

## Demografie
Componența etnică a comunei Omurtag
     Romi (7,73%)
     Turci (54,72%)
     Bulgari (16,09%)
     Nicio identificare (20,53%)
     Altele (0,9%)
La recensământul din 2011, populația comunei Omurtag era de 21.853 locuitori. Din punct de vedere etnic, majoritatea locuitorilor (54,72%) erau turci, existând și minorități de bulgari (16,09%) și romi (7,73%). Pentru 20,53% din locuitori nu este cunoscută apartenența etnică.